# Американска бекасина
Американска бекасина (Gallinago delicata) е вид птица от семейство Бекасови (Scolopacidae), в миналото смятани за подвид на средната бекасина (G. gallinago). Възрастните достигат дължина 23-28 cm и размах на крилата 39-45 cm. Имат къси зеленикаво-сиви крака и много дълъг прав тъмен клюн. Разпространени са в блатата и тундрата в Канада и северните части на Съединените щати.